# ベン・マクドゥイ
ベン・マクドゥイは標高1,309mのスコットランドの山。ベン・ネビスに次ぐスコットランド第二の高峰。

## 概要
ベン・マクドゥイはベン・ネビスに次ぐスコットランド 及びグレートブリテン島全土第二の高峰である。スコットランド ・ハイランド地方ケーンゴームズ山系に位置し、周辺はケーンゴームズ国立公園に指定されている。19世紀にスコットランドの正確な測量による地図の作成が行われる前は、ベン・ネビスとベン・マクドゥイでどちらがスコットランドの最高点か不明であったが、1846~7年の両山の測量によって、ベン・ネビスがより高いことが確認された。

## 参考
1. ↑  “Ben Macdui (Beinn Macduibh)”.   ヒルバギング-英国とアイルランドの丘のデータベースのオンライン版 (2019年). 2020年6月閲覧。